# Oksimoron
 Ovo je glavno značenje pojma Oksimoron. Za druga značenja pogledajte Oksimoron (razdvojba).
Oksimoron (grč. oxýmōron: oxys = oštar + moros = tup) je stilska figura (posebna vrsta antiteze) u kojoj se spajaju dva nespojiva, suprotna pojma (antonimi).

## Primjeri
Klasičan primjer oksimorona logički je nezamislivo "drveno željezo".
Primjeri oksimorona (isticanje):
oštroumna ludost, glasna tišina, luda pamet, topli led, tiha buka, mlada starost, pametna glupost, živi mrtvac, mudra budala, skromna raskoš
U svakodnevnome se govoru susrećemo s oksimoronima, a da ih nesvjesno rabimo kao fraze:
gotovo savršeno, originalna kopija, konstantna varijabla, virtualna stvarnost, živi mrtvac, siguran rizik, tamna svjetlost, napola gotovo, živi fosil, nov i poboljšan, stopostotna šansa, istinita priča
Antun Gustav Matoš napisao je par pjesama s oksimoronima u naslovima: "Živa smrt" i "Poznata neznanka", te Vladan Desnica roman s naslovom "Zimsko ljetovanje".
Oksimoroni u Shakespeareovom djelu "Romeo i Julija".

"O sve na svijetu, stvoreno iz ništa!

Lakoćo teška, zbiljska utvaro!

O ružna zbrko stvari divotnih!

O svijetli dime, perje olovno!

O hladna vatro, zdravlje bolesno!"

## Vanjske poveznice
- Popis poznatih oksimorona u engleskome jeziku
- Esej Ivane Bodrožić o oksimoronima s primjerima iz hrvatskog političkog života